# Imindain
Imindain war eine 2002 gegründete und bis zum Jahr 2017 mit Unterbrechung aktive Death-Doom-Band.

## Geschichte
Imindain entstand zum Ende des Jahres 2002 von Mitgliedern der Band Killing Mercy aus Stoke-on-Trent gegründet. Die ursprüngliche Besetzung bestand aus Lee C. Bullock, Daniel S. Lowndes, J.M. Cox, Richard Farn und Matthew Whiting. Kevin Brady ersetzte alsbald Matthew Whiting. Die Band veröffentlichte 2004 und 2006 je ein Demoband. Beide Demos wurden für Doom-Metal.com besprochen. Bereits das erste Demo Endless, so Arnstein Petersen, weise einen eigenständigen Klang auf, der die verschiedenen Einflüsse der Gruppe miteinander kombiniere. Der Imindain-Klang läge in Wärme, Melancholie und Gemütlichkeit. Kostas Panagiotou besprach hingegen Monolithium und wertete das Demo als eines von außergewöhnlicher Qualität.
Den Demo-Veröffentlichungen folgte eine Kooperation mit dem japanischen Label Weird Truth Productions, über das im Jahr 2007 das Album And the Living Shall Envy the Dead als CD, und Ostra Records, als LP erschien. Zur Promotion bestritt die Band eine Reihe von Auftritten, darunter bei den 6. Dutch Doom Days. Das Album wurde selten besprochen. Marcel Hubregtse lobte And the Living Shall Envy the Dead für Metalstorm als Debüt-Album des Jahres. Zwei Jahre später folgten das ebenfalls über Weird Truth veröffentlichte Split-Album Bethlehems Bastarde mit Ataraxie und Beteiligungen an den Tributalben Rising of Yog-Sothoth: Tribute to Thergothon für Thergothon über Solitude Productions und Schatten aus der… Bethlehem / A Tribute to Dictius Te Necare für Bethlehem über Ostra Records. Bertrand Marchal besprach Bethlehems Bastarde für Doom-Metal.com und nannte die Beteiligung von Imindain die bessere Hälfte der Split-Veröffentlichung.
Die Bandkonstellation variierte indes über die Jahre der Aktivität und zwischenzeitlich gaben die Musiker keine Beteiligten bekannt. Im Jahr 2010 kam es, nach einer wesentlichen Veränderung der Konstellation, zu einer Auflösung der Gruppe. Zwischen 2012 und 2017 wurde die Band reaktiviert. Nach der Reunion erschien 2017 das finale The Enemy of Fetters and the Dweller in the Woods aus über Weird Truth Productions und Aphelion Productions. Die EP wurde von Lee C. Bullock als finale Aussage der Gruppe kommentiert.

„The intention behind it was to give those remaining songs the recording they deserved and to create something which we felt was a definitive statement as to what Imindain stood for musically and philosophically.“

„Die Absicht dahinter war, den verbliebenen Stücken die Aufnahme zu gewähren, die sie verdienten und damit etwas zu schaffen, das nach unserer Meinung ein definitives Statement dazu bietet, wofür Imindain musikalisch und philosophisch stand.“

Das Songmaterial aus Jahren der Aktivität neu aufbereitende The Enemy of Fetters and the Dweller in the Woods wurde bewusst ohne Angaben der beteiligten Musiker veröffentlicht. Das Album sei ein anonymes Epitaph für Imindain als kollektives Vehikel des musikalischen und philosophischen Ausdrucks, kommentierte die Band noch Jahre darauf kursierende Fehlinformationen über die Beteiligten via Facebook. Die EP überzeuge „mit viel roher Atmosphäre, einem interessanten Wechsel zwischen Klargesang und Growls und einer angenehmen Balance aus Death- und Doomelementen“, schrieb Saskia Becker für Metal.de. Björn Backes formulierte in einer Rezension des Webzines Powermetal.de die Hoffnung darauf, dass die EP und deren Erfolg ein entscheidender „Motivator für künftige Arbeitsprozesse“ sei.

## Stil
Imindain spielt gemäß dem Datenbankeintrag des Webzines Doom-Metal.com „harten, aber dennoch melodischen Death Doom mit einem leichten Gothic-Element“. Dabei variiere die Band Einflüsse von Anathema und My Dying Bride über jene durch Disembowelment bis hin zu solchen von Agalloch. Die Musik weise daher mal depressive, mal schnelle und gelegentlich folkloristische Passagen auf. Der Gesang wechselt zwischen einer klar präsentierten Männerstimme und Growling.

„IMINDAIN durchbricht […] die häufige Starre des Genres, verschiebt gekonnt das Tempo, arbeitet mit wechselhaften Emotionen und schwankt zwischen monumentaler Epik und rauer, unterschwelliger Brachialität.“

## Diskografie
Demoaufnahmen
- 2004: Endless (Selbstverlag)
- 2006: Monolithium (Factory On Madness)

Alben und EPs
- 2007: And the Living Shall Envy the Dead (Weird Truth/Ostra)
- 2017: The Enemy of Fetters and the Dweller in the Woods (Weird Truth/Aphelion)

Split-Veröffentlichungen und Kompilationen
- 2009: Bethlehems Bastarde (Split mit Ataraxie, Weird Truth)
- 2009: Schatten aus der… Bethlehem / A Tribute to Dictius Te Necare (Tribut, Ostra, Stück: Tagebuch einer Totgeburt)
- 2009: Rising of Yog-Sothoth: Tribute to Thergothon (Tribut, Solitude Productions. Stück: Everlasting)
- 2022: For Ukraine, For Freedom: Volume Two (Charity, Metal Defence. Stück: This Empty Flesh)